# ワッツ (企業)

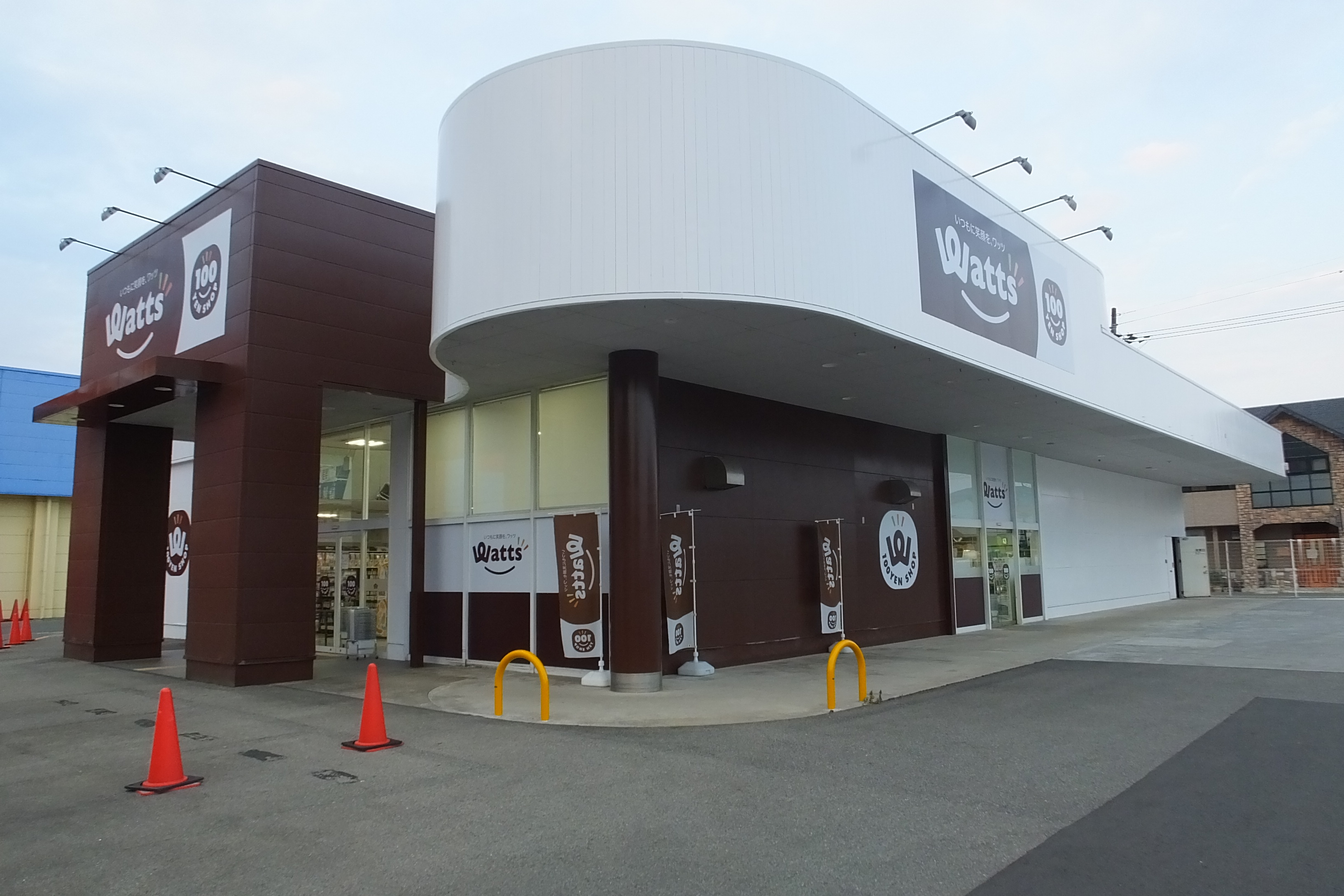
100円ショップ ワッツ店舗
（西脇バザールタウン店）

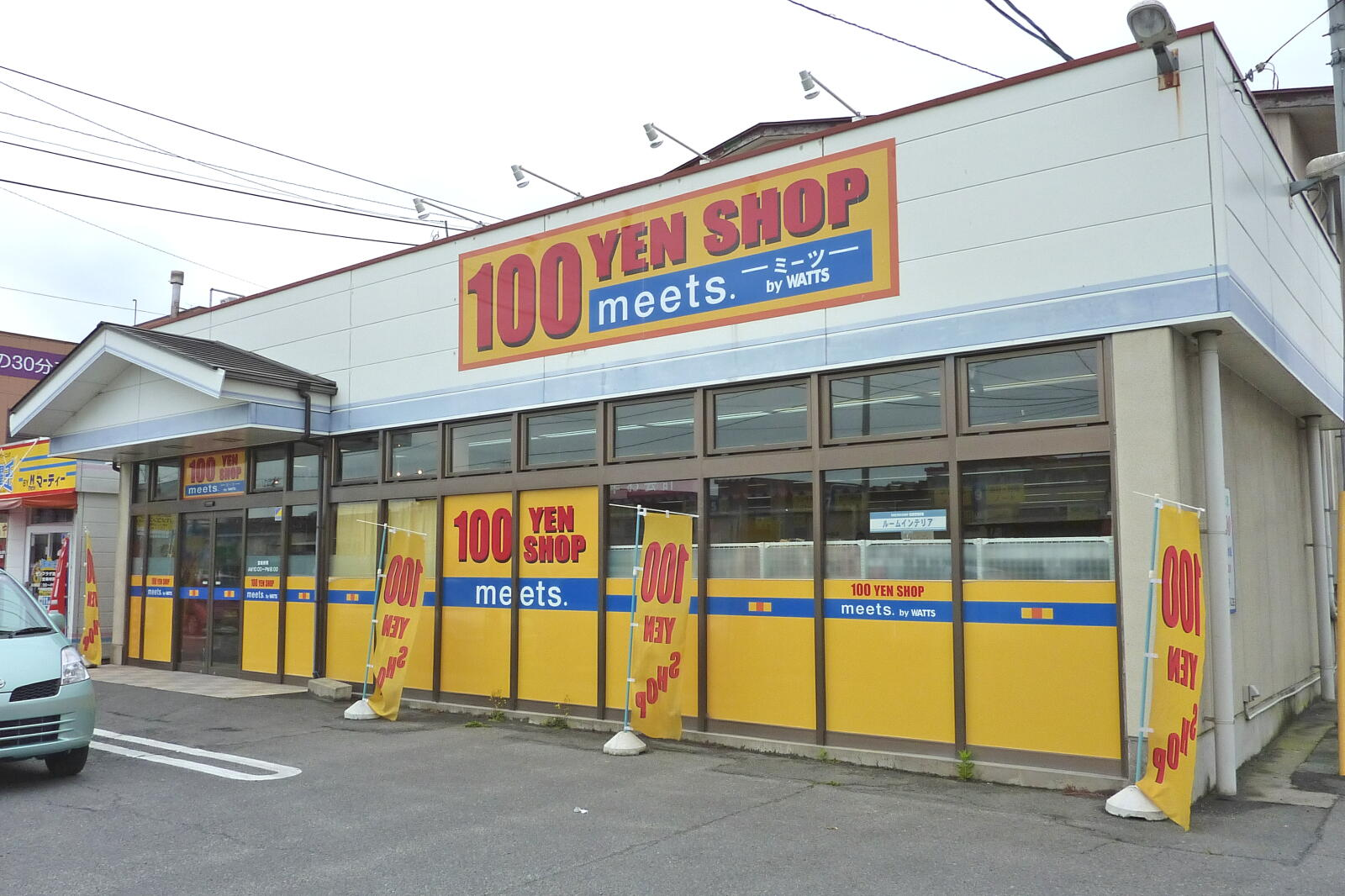
meets.浪江店（古い外装）
※現在は福島第一原子力発電所事故により休業中

株式会社ワッツ（Watts）は、大阪府大阪市中央区城見（大阪ビジネスパーク区域）に本社を置き、100円ショップ「ワッツ」「meets.」「シルク」などを全国展開する企業である。ディスカウントショップも経営している。
コーポレート・スローガンは「いつもに笑顔を、ワッツ」。

## 沿革
- 1995年（平成7年）2月 - 大阪市中央区に資本金1,000万円で（株）ワッツを設立。日用品・雑貨の100円ショップ事業を開始。
  - 5月 - （株）久松より神奈川県三浦市および長崎県下県郡厳原町の店舗および商品を譲り受けるとともに従業員を引き継ぎ、日用品・雑貨のディスカウントショップ事業を開始。
  - 11月 - 本社を大阪府東大阪市に移転。
- 1997年（平成9年）8月 - 滋賀県犬上郡豊郷町に物流センターを開設。
- 2002年（平成14年）5月 - 店頭（ジャスダック）上場。
- 2003年（平成15年）3月 - 第9期事業年度より、従来の12月から8月に決算期を変更。
  - 12月 - 本社を現在の大阪市中央区城見1丁目4番70号 住友生命OBPプラザビルに移転。
- 2005年（平成17年）3月 - 100円ショップ事業を地域別に分割し、（株）関東ワッツ、（株）中部ワッツ、（株）関西ワッツ、（株）中四国ワッツ、（株）九州ワッツの5社を設立。
  - 9月 - （株）三栄商事および（株）シーエムケー・トレーディングの株式を取得し、子会社化。
- 2006年（平成18年）5月 - 大黒天物産株式会社との共同出資による（株）バリュー100を設立。
  - 9月 - 物流業務全般を（株）丸和運輸機関へ委託。
- 2007年（平成19年）3月 - （株)オースリーの株式を取得し、子会社化。
  - 9月 - （株）関東ワッツが（株）三栄商事を吸収合併（存続会社は（株）関東ワッツ）。
- 2008年（平成20年）6月 - ㈱ワッツオースリー販売を設立。
  - 8月 - 販売子会社6社（（株）関東ワッツ・（株）中部ワッツ・（株）関西ワッツ・（株）中四国ワッツ・（株）九州ワッツ・（株）オースリー）の100円ショップ事業を（株）ワッツオースリー販売へ事業譲渡。
  - 9月 - 事業譲渡後の販売子会社6社を吸収合併。（株）ワッツオースリー販売の営業開始。
- 2009年（平成21年）1月 - タイ王国バンコクにThai Watts Co.,Ltd.を新規設立。
- 2010年（平成22年）4月 - ジャスダック証券取引所と大阪証券取引所の合併に伴い、大阪証券取引所JASDAQへ上場。
  - 12月 - インテリア雑貨輸入卸の（株）あまのの株式を取得し、子会社化。
- 2011年（平成23年）5月 - （株）ワッツオースリー北海道を設立。
- 2012年（平成24年）3月 - 中国浙江省に寧波喜美客家居用品有限公司を設立。
  - 10月 - マレーシア国クアラルンプールにWatts Harrisons Sdn. Bhd.を設立。
- 2013年（平成25年）5月 - Thai Watts Co.,Ltd.の株式の一部を現地小売企業に譲渡し、合弁会社化。
  - 6月 - （株）大専の株式を取得し、子会社化。
  - 7月 - 東京証券取引所と大阪証券取引所の合併に伴い、東京証券取引所JASDAQ（スタンダード）へ上場。
  - 8月 - 東京証券取引所市場第二部へ市場変更。
  - 9月 - 中国上海に上海望趣商貿有限公司を新規設立。
- 2014年（平成26年）3月 - 東京証券取引所市場第一部銘柄に指定。
  - 5月 - （株）シーエムケー・トレーディングを吸収合併。
  - 8月 - ペルー共和国リマにWatts Peru S.A.C.を新規設立。
  - 9月 - （株）ワッツオースリー販売の中四国エリアの事業を会社分割し、（株（大専に引き継ぐ吸収分割を実施。（株）大専は、（株）ワッツオースリー中四国に商号変更。
- 2016年（平成28年）3月 - （株）ワッツ・コネクションを設立
  - 4月 - 雑貨店「BuonaVita（ブォーナ・ビィータ）」の運営に関する事業を（株）ワッツ・コネクションへ譲渡。
  - 5月 - Sostrene Grenes Holding Apsおよび（株）元林との共同出資による（株）ヒルマー・ジャパンを設立。
  - 9月 - 国内100円ショップ事業の運営子会社である（株）ワッツオースリー販売、（株）ワッツオースリー北海道、（株）ワッツオースリー中四国の3社を、運営実態に合わせ、（株）ワッツ東日本販売、（株）ワッツ西日本販売の2社に再編。
- 2018年（平成30年）4月 - ディスカウントショップを運営する（有）リアルの株式を取得し、子会社化。Watts Harrisons Sdn. Bhd.の全持分を現地パートナーへ譲渡。
- 2021年（令和3年）10月 - （株）音通から（株）音通エフ・リテールと（株）ニッパン全株式を取得。
- 2022年（令和4年）9月 - （株）ワッツ西日本販売が（株）音通エフ・リテールを吸収合併。存続会社を（株）ワッツ西日本販売とし、（株）音通エフ・リテールの東日本エリアの事業を（株）ワッツ東日本販売へ吸収分割。
- 2023年（令和5年）10月 - 東京証券取引所スタンダード市場へ市場変更[1]。

## 子会社
- 株式会社ワッツ東日本販売 - 100円ショップ「ワッツ」「ミーツ」「シルク」「フレッツ」「百圓領事館」、ファッション雑貨店「Buona Vita（ブォーナ・ビィータ）」を運営。北海道、東北、関東、甲信越、東海の店舗を管轄する。
- 株式会社ワッツ西日本販売 - 100円ショップ「ワッツ」「ミーツ」「シルク」「フレッツ」「百圓領事館」を運営。関西、北陸、中国、四国、九州、沖縄の店舗を管轄する。
- 株式会社あまの - 輸入インテリア雑貨
- 有限会社リアル - ディスカウントショップ「リアル」の運営等
- 株式会社ヒルマー・ジャパン - 雑貨店「Sostrene Grene（ソストレーネ・グレーネ）」の日本国内における運営等
- 上海望趣商貿有限公司 - 中国国内での雑貨を中心とした小売業・海外子会社
- Watts Peru S.A.C. - ペルー共和国内での雑貨を中心とした卸小売業・海外子会社
- ニッパン - 100円ショップ卸売業。

## 店舗形態
- ワッツ (Watts) 、ミーツ (meets.) 、シルク (silk)、フレッツ（FLET'S）、百圓領事館
  - いずれも100円ショップ。ミーツは従前ワッツが展開しているブランドであり、シルクはオースリー合併以後も存続しているブランドである。2015年2月からは社名と同じワッツ屋号での展開を開始。2022年（令和4年）現在5つの店舗形態があり、ワッツに統一する計画を順次実施している途中である。このうちフレッツと百圓領事館は、株式会社音通が展開していた店舗ブランドで、音通の子会社が100円ショップ事業から撤退したのに伴いワッツが譲り受けたもの。なお、フレッツブランドの店舗は、合併以前より夜遅くまで営業している店舗があった経緯もあり、合併後に引き継いだ店舗のうち、一部で深夜まで営業している店舗も存在している。
- KOMONOYA（こものや）[2]　　
  - 日本国外でのショップ名。100円ショップ商材をメインとして販売している店舗。
- 小物家園
  - 中国でのショップ名。100円ショップ商材をメインとして販売している店舗。
- AMANO
  - インテリア雑貨や生活雑貨が中心の店舗。
- バリュー100
  - 食品や生活雑貨を取りそろえた店舗。大黒天物産が60%、ワッツが40%出資している。2018年現在大阪府の茨木太田店のみ。
- Randez100
  - 岡山県内で株式会社大専が経営していた店。品揃えはワッツの店舗と同じである。
  - ワッツに買収される前は、山崎製パンが製造するパンや野菜や牛乳や日配品などの日持ちする食品も売っていた。一部の店舗でも総菜コーナーがあり、おかずや弁当も売っていた。
  - 株式会社大専は、ワッツに買収されて子会社となった後、ワッツオースリー中四国に社名変更して岡山市北区今8丁目から岡山市北区津高に移転した。その後西日本にある子会社全てが合併してワッツ西日本販売になり消滅している。
- Buona Vita（ブォーナ・ビィータ）
  - 心地よい生活を提案する雑貨のお店。ファッション雑貨店
- Sostrene Grene（ソストレーネ・グレーネ）
  - デンマークのライフスタイル雑貨のお店。ファッション雑貨店
- リアル
  - 日用品全般を取扱うディスカウントショップ